# Reuven Kritz

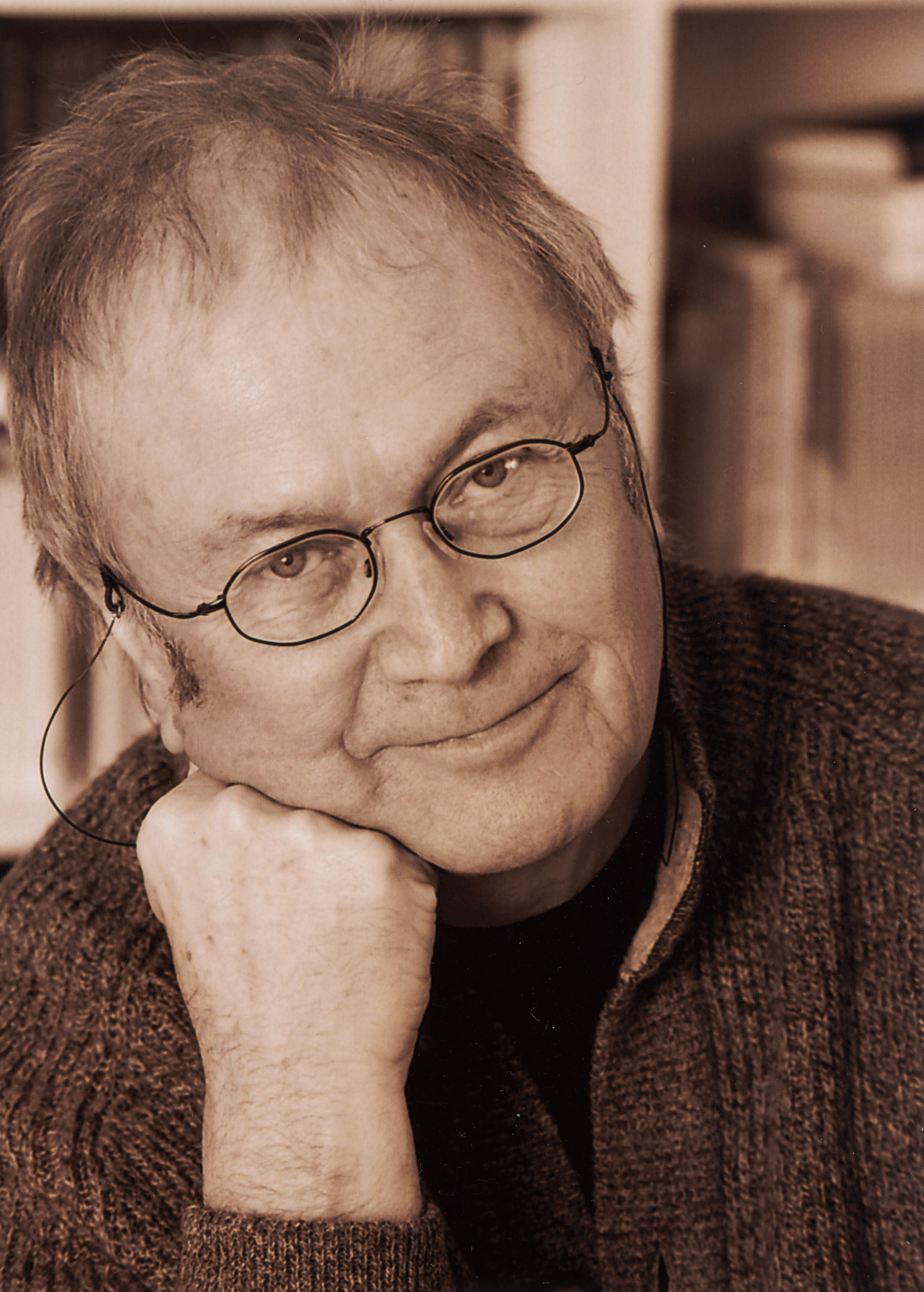
Reuven Kritz (2003)

Leo und Reuven Kritz im Kibbuz Mizra (1939)

Reuven Kritz hebräisch ראובן קריץ (geboren als Rudolf Kritz 11. November 1928 in Wien; gestorben 7. November 2020 in Heidelberg) war ein israelischer Literaturwissenschaftler und Schriftsteller.

## Leben
Rudolf Kritz war ein Kind des Psychiaters Leo Kritz (geboren 1892) und der Valery Grund (geboren 1902), die Ehe der Eltern wurde 1936 geschieden. Mit seinem Vater gelang ihm nach dem Anschluss Österreichs und den Novemberpogromen 1938 die Flucht nach Palästina, wo Rudolf im Kibbuz Mizra und im Kibbuz Mischmar haEmek den Schulbesuch abschloss. 1948 war Reuven Kritz Soldat im Israelischen Unabhängigkeitskrieg und später ebenfalls im Sechstagekrieg 1967 und im Jom-Kippur-Krieg 1973. Er machte eine Ausbildung zum Gymnasiallehrer und war von 1952 bis 1967 im Schuldienst. 1952 heiratete er die Lehrerin Ila Reifer. Der Ehe entstammen fünf Kinder. Die Tochter Ora Kritz arbeitet als Literaturwissenschaftlerin an der University of Oklahoma.
Ab 1961 studierte er nebenher Literaturwissenschaft an der Hebräischen Universität Jerusalem und wurde 1971 promoviert. 1970 bis 1972 arbeitete er an der University of California, Los Angeles und am Hebrew College Boston. Im Jahr 1972 arbeitete Kritz als Dozent an der Hebräischen Universität Jerusalem. In den Jahren 1986, 1990/1991, 1994/1995, 1997 bis 1999 und 2001 bis 2003 war er Gastprofessor an der Hochschule für Jüdische Studien in Heidelberg.
1994 übersiedelte Kritz nach Heidelberg, wo er mit seiner Lebenspartnerin Muni Poppendiek (verheiratet seit 2003) lebte.
Kritz publizierte zahlreiche literaturwissenschaftliche Schriften. Er schrieb Romane für Jugendliche und Erwachsene und 2001 eine Autobiografie.
Kritz war Mitglied der antizionistischen Partei Koach Chadash.

## Werke (Auswahl)
- Morgenluft. Übersetzung Anita Pippersteiner. Tel-Aviv : Pura, 1994
- Die Genies von Kiryat-Motzkin : israelische Mini-Essays. Übersetzung Muni Poppendiek-Kritz. Illustrationen Shlomo Rotem. Norderstedt : Books on Demand, 2007, ISBN 978-3-8334-8573-2
- Meine kleine Rote : 12 Erzählungen. Übersetzung. Norderstedt : Books on Demand, 2011
- Wie Krebse in der Nacht. Übersetzung. Norderstedt : Books on Demand, 2013
- Studentin in Jerusalem. Roni. Roman. Übersetzung. Norderstedt : Books on Demand, 2013
- Kleine Schwester oder Tamis vierzehnte Aufgabe : Roman. Übersetzung. Norderstedt : Books on Demand, 2015
- Himmelblaue Tage oder die Jugendrepublik. Übersetzung. Norderstedt : Books on Demand, 2017
- >> Titelauswahl hebräischer Titel in englischer Transkription bei Worldcat